# Olga Stefanishina
Olga Vitaliyivna Stefanishina (en ucraniano: Ольга Віталіївна Стефанішина; 29 de octubre de 1985) es una jurista y funcionaria ucraniana. El 4 de junio de 2020 fue propuesta como vice primera ministra para la Integración Euro-Atlántica en el gobierno de Shmyhal.

## Biografía
Olga Stefanishina nació el 29 de octubre de 1985 en Odesa, en el óblast de Odesa que en ese momento pertenecía a la RSS de Ucrania, dentro de la Unión Soviética.
En 2008 se graduó del Instituto de Relaciones Internacionales de la Universidad de Kiev en Derecho Internacional y como traductora de inglés. En 2016 recibió una maestría como especialista en Créditos y Finanzas por la Universidad Nacional de Económicas de Odesa.

### Carrera política
Como responsable de la Integración Euro-atlántica de Ucrania, Stefanishina ha defendido ampliamante que si Ucrania formase parte de la OTAN, la actitud de la Federación Rusa sería muy distinta.